# Faustverleihung 2007
Die zweite Verleihung des Deutschen Theaterpreises Der Faust fand am 23. November 2007 im Prinzregententheater in München, Bayern, statt. Ausrichter war der Deutsche Bühnenverein. Die Moderation übernahm Peter Jordan.

## Ausgezeichnete & Nominierte
Beste Regie im Schauspiel
Stephan Kimmig – Maria Stuart – Thalia Theater Hamburg
Karin Henkel – Liliom –  Schauspiel Stuttgart
Nicolas Stemann – Ulrike Maria Stuart – Thalia Theater Hamburg
Beste darstellerische Leistung im Schauspiel
Brigitte Hobmeier – Glaube Liebe Hoffnung (Elisabeth) – Münchner Kammerspiele
Margit Bendokat – Die Perser (Der Chor) – Deutsches Theater Berlin
Mark Waschke – Die Katze auf dem heißen Blechdach (Brick) – Schaubühne am Lehniner Platz
Beste Regie im Musiktheater
Dietrich Hilsdorf – Die Liebe zu den drei Orangen – Städtische Theater Chemnitz
Rosamund Gilmore – Keine Stille außer der des Windes – Bremer Theater
Barrie Kosky – Tristan und Isolde – Aalto-Theater, Essen
Beste Sängerdarstellerleistung im Musiktheater
Angela Denoke – Salome (Salome) – Bayerische Staatsoper
Matthias Rexroth – Admeto (Admeto) – Opernhaus Halle
Klaus Florian Vogt – Chowanschtschina (Andrej Chowansky) – Bayerische Staatsoper
Beste Choreographie
Stephan Thoss – Giselle M. – Städtische Theater Chemnitz
Marguerite Donlon – Romeo & Julia – Saarländisches Staatstheater
Marco Goecke – Der Nussknacker – Stuttgarter Ballett
Beste darstellerische Leistung im Tanz
Katja Wünsche – I Fratelli – Stuttgarter Ballett
Tigran Mikayelyan – Le Corsaire – Bayerisches Staatsballett
Edvin Revazov – Parzival – Episoden und Echo – Hamburg Ballett/Festspielhaus Baden-Baden
Beste Regie Kinder- und Jugendtheater
Frank Panhans – Cengiz & Locke –  Grips Theater Berlin
Philippe Besson –   Wir alle für immer zusammen –  Hans Otto Theater Potsdam
Markus Joss – Zimmermanns Aussicht – Theater Junge Generation Dresden
Beste Ausstattung Kostüm / Bühne
Andrea Schraad – Drei Schwestern – Münchner Kammerspiele
Muriel Gerstner – Gespenster – Schaubühne am Lehniner Platz
Mark Lammert – Die Perser – Deutsches Theater Berlin
Spezialpreis
Rimini Protokoll
Lebenswerk
Michael Gielen